# Uliodon cervinus
Uliodon cervinus là một loài nhện trong họ Zoropsidae.
Loài này thuộc chi Uliodon. Uliodon cervinus được miêu tả năm 1873 bởi L. Koch.